# Trubadurzy (zespół muzyczny)
Trubadurzy – polski zespół rhythm and bluesowy założony w Łodzi w 1963 roku. Razem ze Skaldami oraz Czerwonymi Gitarami, Trubadurzy stawiani są wśród najważniejszych grup bigbitowych.
W klasycznym okresie swojej twórczości, między 1968 a 1976 rokiem, grupa wytworzyła charakterystyczne brzmienie łączące rock and rolla ze stylistyką wschodniosłowiańskiej muzyki ludowej. Na fuzji tej oparte są największe przeboje Trubadurów, takie jak Po co ja za tobą biegam, Znamy się tylko z widzenia czy Ej, Sobótka, Sobótka. Pierwsze albumy grupy zawierają również utwory utrzymane w konwencji art rocka (Będziesz ty), rocka psychodelicznego (Pejzaż i dziewczyna), funk rocka (Zaufaj sercu), a nawet rozbudowanego instrumentalnie rocka progresywnego (Ałma Ata).

## Historia

### Lata 60.
Inicjatorem powstania zespołu był Sławomir Kowalewski, który chciał sformować supergrupę bigbeatową w Łodzi. Zespół założył w 1963 z Krzysztofem Krawczykiem, z którym występował na akademiach szkolnych. Podczas wakacji w Mielnie zaprosili do współpracy gitarzystów: Jerzego Krzemińskiego i Bogdana Borkowskiego. Po ich powrocie z wyjazdu do formacji dołączył wokalista i perkusista Marian Lichtman. W tym składzie zaczęli odbywać próby w Łódzkim Domu Kultury, a regularne występy rozpoczęli w Estradzie Łódzkiej w 1964 i od tego momentu liczona jest data powstania zespołu. Tworząc zespół, zainspirowali się brytyjską grupą The Beatles. Nazwę zespołu – początkowo brzmiącą The Troubadours – wymyślił Bogdan Borkowski. W 1965 zespół odniósł pierwszy poważny sukces na festiwalu w Opolu, gdzie otrzymał nagrodę za debiut. W tym samym roku zagrali koncert w Hali Sportowej w Łodzi przed 12-tysięczną publicznością. W tym samym roku do formacji na krótko dołączyła Sława Mikołajczyk, z którą za wykonanie utworu „Ondraszku, Ondraszku” zdobyli nagrodę za debiut na 3. Krajowym Festiwalu Piosenki Polskiej w Opolu. Byli, obok Czerwonych Gitar, jednym z najbardziej popularnych polskich zespołów bigbitowych i łączących elementy rocka z polską muzyką ludową. W 1967, po odejściu Jerzego Krzemińskiego i Bogdana Borkowskiego do zespołu No To Co, także Krawczyk, Mikołajczyk i Lichtman odeszli do eksperymentalnego zespołu Andrzeja Bajkowskiego Izomorf’67, z którym nagrali singiel „Nie dowieźli dzisiaj mleka”.
Po kilku miesiącach przerwy Trubadurzy wznowili działalność w składzie: Krawczyk, Lichtman i Kowalewski, do których dołączył Ryszard Poznakowski jako nowy lider i kierownik zespołu. W tym składzie odbywali próby w klubie studenckim „Pod Siódemkami” w Łodzi. Zmienili także styl ubierania się na scenę, a charakterystyczne stroje – inspirowane mundurami trubadurów i muszkieterów – zaprojektował dla nich Szymon Kobyliński (w maju tego roku The Beatles wydali album „Sgt. Pepper’s Lonely Hearts Club Band”, do którego przygotowali charakterystyczne, niezwykle barwne mundury). Po zdobyciu lokalnej popularności ich kariera się rozwinęła. Wylansowali wiele przebojów, m.in. „Kasia”, „Znamy się tylko z widzenia”, „Krajobrazy”, „Słoneczniki-kwiaty”, „Byłaś tu”, „Kim jesteś”, „Ej, Sobótka, Sobótka”, „Cóż wiemy o miłości” i „Przyjedź mamo na przysięgę”. Wystąpili m.in. na festiwalach w Opolu, Sopocie, Zielonej Górze i Kołobrzegu oraz na koncertach za granicą, m.in. w Związku Radzieckim, Szwecji, Jugosławii, Bułgarii, Mongolii i Wietnamie. Zdobyli też wiele nagród i wyróżnień, m.in. nagrodę na festiwalu w Opolu za debiut i piosenkę „Przyjedź mamo na przysięgę”. Zagrali także w dwóch filmach Andrzeja Wajdy: Wszystko na sprzedaż (1968) i Polowanie na muchy (1969). W latach 60. wydali dwie płyty: Krajobrazy (1968) i Ej, sobótka, sobótka (1969), które uzyskały złote płyty za wysoką sprzedaż w Polsce. Oba wydawnictwa ugruntowały ich pozycję wśród „wielkiej czwórki polskiego rocka” przełomu lat 60. i 70. Pod koniec 1969 z zespołu odszedł Ryszard Poznakowski, a jego miejsce zajęła wokalistka, pianistka i flecistka Halina Żytkowiak, z którą wylansowali przebój „Wiera, Wiera, czarne oczy miałaś”.

### Lata 70. i 80.
Na początku lat 70. wydali płyty: Kochana (1970) i Zaufaj sercu (1971), za których sprzedaż uzyskali kolejne w karierze złote płyty. Kiedy w 1972 do zespołu powrócił Ryszard Poznakowski, Trubadurzy w tym momencie stali się autentyczną supergrupą, co szybko potwierdzili pierwszymi nagraniami, m.in. hitem „Będziesz ty” śpiewanym przez Krawczyka i Żytkowiak. W tym samym roku wyjechali do Monachium jako ambasadorowie polskiej kultury podczas IO 1972. Ponadto przez cały rok grali koncerty po Polsce, czasem nawet po kilka dziennie. W 1973 wydali album pt. Będziesz ty, za który uzyskali kolejną złotą płytę w karierze. Po wyjeździe Lichtmana do Danii i rozpoczęciu solowej kariery przez Krawczyka zespół się rozpadł. Po jakimś czasie formacja wznowiła działalność, a nowym solistą Trubadurów został Janusz Hryniewicz. Na początku 1976 Krawczyk na krótko powrócił do Trubadurów i nagrał z nimi płytę Znowu razem, za którą zyskali status złotej płyty. Odbyli także trasę koncertową po Polsce, po której Krawczyk definitywnie odszedł z zespołu.
W latach 80. Trubadurów próbowali reanimować Kowalewski i Poznakowski, w składzie m.in. z Elżbietą Jagiełło, znaną z występów w grupie Pro Contra. Poza wylansowaniem utworu „Dżingis Chan” nie udało się jednak wskrzesić grupy.

### Lata 90.
Powodzenie przyniósł dopiero 1993 rok, kiedy to grupa powróciła z nowymi wykonaniami przebojów z lat 60. i 70. wydanymi na płycie Złote przeboje. Ten come-back udał się w składzie z Poznakowskim, Kowalewskim, Lichtmanem i Piotrem Kuźniakiem, który udanie zastąpił Krawczyka.
W 1994 zespół nagrał piosenkę „Gorąca krew” do serialu Fitness Club. W 1998 ukazała się płyta grupy Zagrajmy rock and rolla jeszcze raz. Rok wcześniej wydana została płyta Trubadurzy śpiewają piosenki Sławomira Kowalewskiego, natomiast w 1999 ukazał się krążek Trubadurzy śpiewają Lichtmana.
Najpopularniejsze piosenki stworzone przez członków zespołu powstałe w latach 90. to: „Najpiękniejsza z róż”, „Muzyka nocą”, „Moje rodzinne miasteczko”, „Dla Ciebie nie znaczy nic”, „Taki jazz”, „Mariana samba”, a także „Zagrajmy rock and rolla jeszcze raz”.

### 2000–2010
W 2004 członkowie zespołu zostali odznaczeni przez Prezydenta RP Aleksandra Kwaśniewskiego Złotym Krzyżem Zasługi.

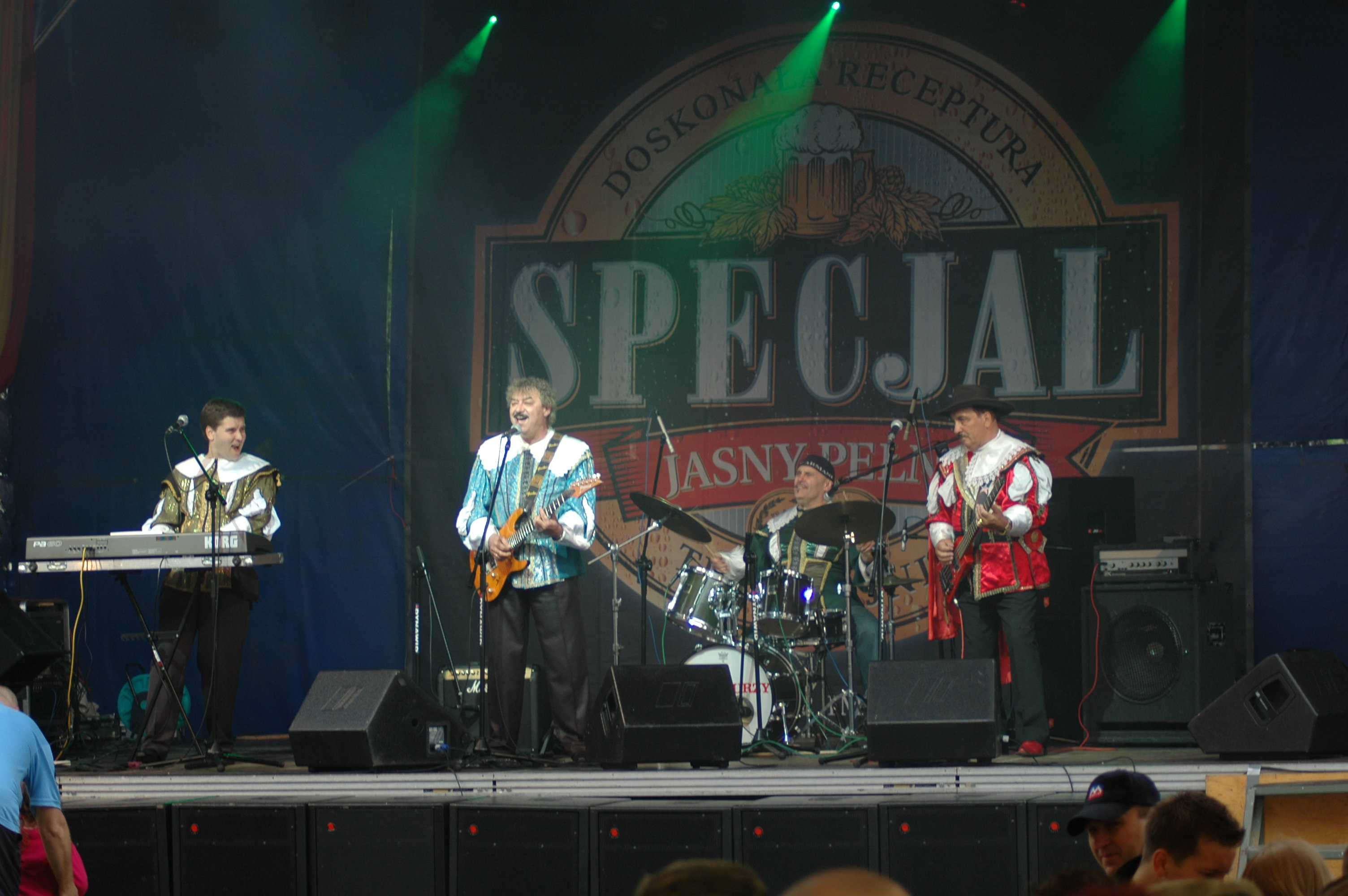
Koncert Trubadurów (2007)

Przed wyborami prezydenckimi oraz wyborami parlamentarnymi w 2005 Trubadurzy w składzie: Marian Lichtman, Sławomir Kowalewski, Piotr Kuźniak i Jacek Malanowski zaangażowali się w kampanię wyborczą Samoobrony RP, nagrywając m.in. piosenkę „Polskę trzeba zLepperować” stającą się hymnem wyborczym Samoobrony RP, a także zapewniając oprawę muzyczną spotkaniom przedwyborczym tej partii, co spowodowało, że z zespołu odszedł Ryszard Poznakowski. Sławomir Kowalewski został także kandydatem Samoobrony RP w wyborach do Senatu (nie uzyskał mandatu).
W 2008 jeden z członków zespołu Marian Lichtman próbował nieudanie kariery solowej wydając płytę Traces In The Sand. W grudniu 2008 Marian Lichtman i Sławomir Kowalewski stworzyli płytę Imieniny z premierowymi piosenkami. Wraz z nimi dwa utwory zaśpiewała Krystyna Giżowska.
W 2008 Trubadurzy nagrali premierową piosenkę „Nic nie wychodzi”, do której powstał również teledysk. W lipcu 2009 grupa wzięła udział w audycji „Rozmowy niedokończone” w TV Trwam i wystąpiła na antenie stacji z minirecitalem. W noc sylwestrową 2009/2010 TV Trwam wyemitowała koncert, w którym obok nich wystąpili m.in. Bogdan Trojanek, Iwan Komarenko, Eleni, Krystyna Giżowska, tenor Bogusław Morka i zespół Happy End. W tym samym czasie zespół na żywo brał udział w sylwestrowej „Gwiezdnej Odysei” w Łodzi, którą transmitowały TVP2 i TVP Polonia. W styczniu 2010 zespół nagrał piosenkę „W zimowy wieczór”, do której powstał także teledysk. W tym samym roku nagrali jeszcze wraz z Krzysztofem Krawczykiem i Krzysztofem Jerzym Krawczykiem utwór „Marynarze szos”, do którego nagrano również teledysk. W sierpniu 2010 grupa wystąpiła na koncercie wyemitowanym przez TV Trwam z Brodnicy. Obok znanych przebojów, można było usłyszeć nowe piosenki. Wraz z nimi wystąpiła także Krystyna Giżowska i zespół Wawele.
Do najbardziej znanych utworów zespołu tej dekady należą utwory: „Nic nie wychodzi”, „Moja fantazja”, „Mój rower”, „Pozostało to w nas”, „W zimowy wieczór”, „Marynarze szos”, „Bez Ciebie tak mi źle”.

### 2011–2024

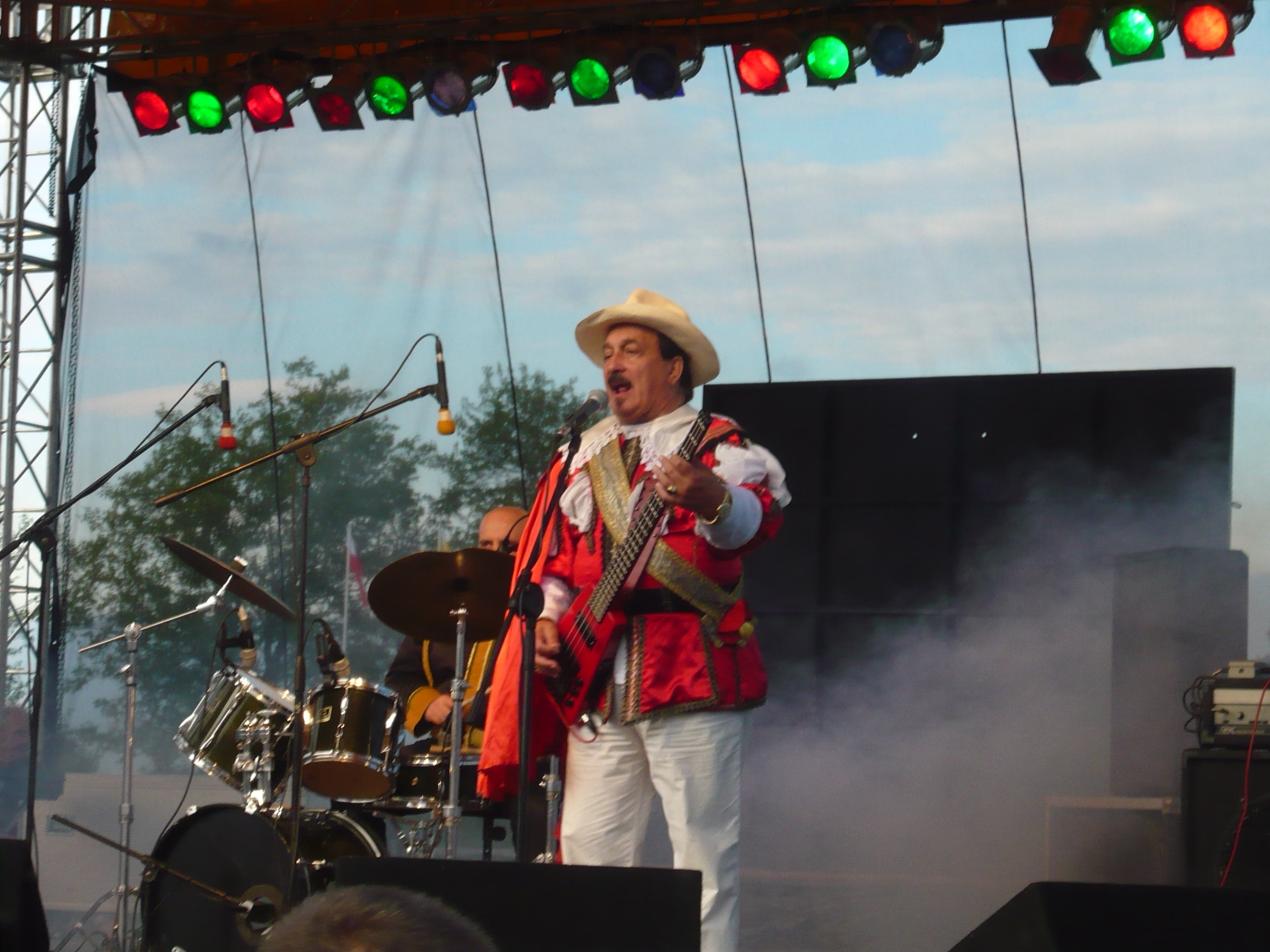
Koncert w Kowalu (2011)

18 kwietnia 2011, na koncercie jubileuszowym Trubadurów, wojewoda łódzki Jolanta Chełmińska wręczyła członkom zespołu Srebrne Medale „Zasłużony Kulturze Gloria Artis” nadane przez ministra kultury i dziedzictwa narodowego.
26 września 2017 podczas koncertu jubileuszowego w Teatrze Wielkim w Łodzi wicepremier, minister kultury i dziedzictwa narodowego Piotr Gliński wręczył im odznaczenia resortowe (Krzysztof Krawczyk i Ryszard Poznakowski otrzymali Złote Medale, a Piotr Kuźniak i Marian Lichtman Srebrne Medale „Zasłużony Kulturze Gloria Artis”, natomiast Jacek Malanowski otrzymał odznakę honorową „Zasłużony dla Kultury Polskiej”).
W 2023 zespół świętował 60-lecie swojego istnienia. 9 czerwca tego roku podczas LX Krajowego Festiwalu Piosenki Polskiej w Opolu grupa otrzymała nagrodę specjalną oraz zagrała minirecital w składzie: Sławomir Kowalewski, Marian Lichtman, Jacek Malanowski i Tadeusz Urbański z gościnnym udziałem Krzysztofa Krawczyka juniora i Orkiestry Reprezentacyjnej Wojsk Obrony Terytorialnej. Również w 2023 Ryszard Poznakowski i Piotr Kuźniak definitywnie zakończyli współpracę z zespołem, a stałym wokalistą grupy został Tadeusz Urbański (uczestnik pierwszej edycji programu The Voice Senior 2019).
We wrześniu 2024 zespół wystąpił z koncertem podczas kolejnej edycji Teste of Polonia Festiwal, który odbył się w Chicago w Stanach Zjednoczonych.

## Członkowie
- Sławomir Kowalewski, od 1963 (lider zespołu, gitara basowa i śpiew);
- Marian Lichtman, od 1963 (perkusja i śpiew);
- Krzysztof Krawczyk (gitara i śpiew), od 1963 do 1973 i 1976, zm. 5 kwietnia 2021 w Łodzi;
- Jerzy Krzemiński, od 1963 do 1967 (gitara i śpiew);
- Bogdan Borkowski (gitara i śpiew, sporadyczne występy), (ur. 30 lipca 1943, zm. 24 marca 2007 Chicago, Illinois, USA), od 1963 do 1965;
- Sława Mikołajczyk (śpiew), 1965-1967, zm. 22 listopada 2023 w Łodzi;
- Ryszard Poznakowski (klawisze, gitara i śpiew), od 1967 do 1969, od 1971 do 2005, gościnnie w latach 2010–2023, zm. 30 listopada 2024;
- Piotr Kuźniak (gitara i śpiew, zastąpił Krzysztofa Krawczyka), od 1993 do 2022;
- Halina Żytkowiak (śpiew), od 1969 do 1973, zm. 22 marca 2011 w Los Angeles;
- Jacek Malanowski (śpiew, keyboard), od 2005;
- Tadeusz Urbański (gitara, śpiew), od 2022

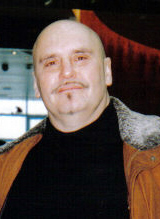
Marian Lichtman
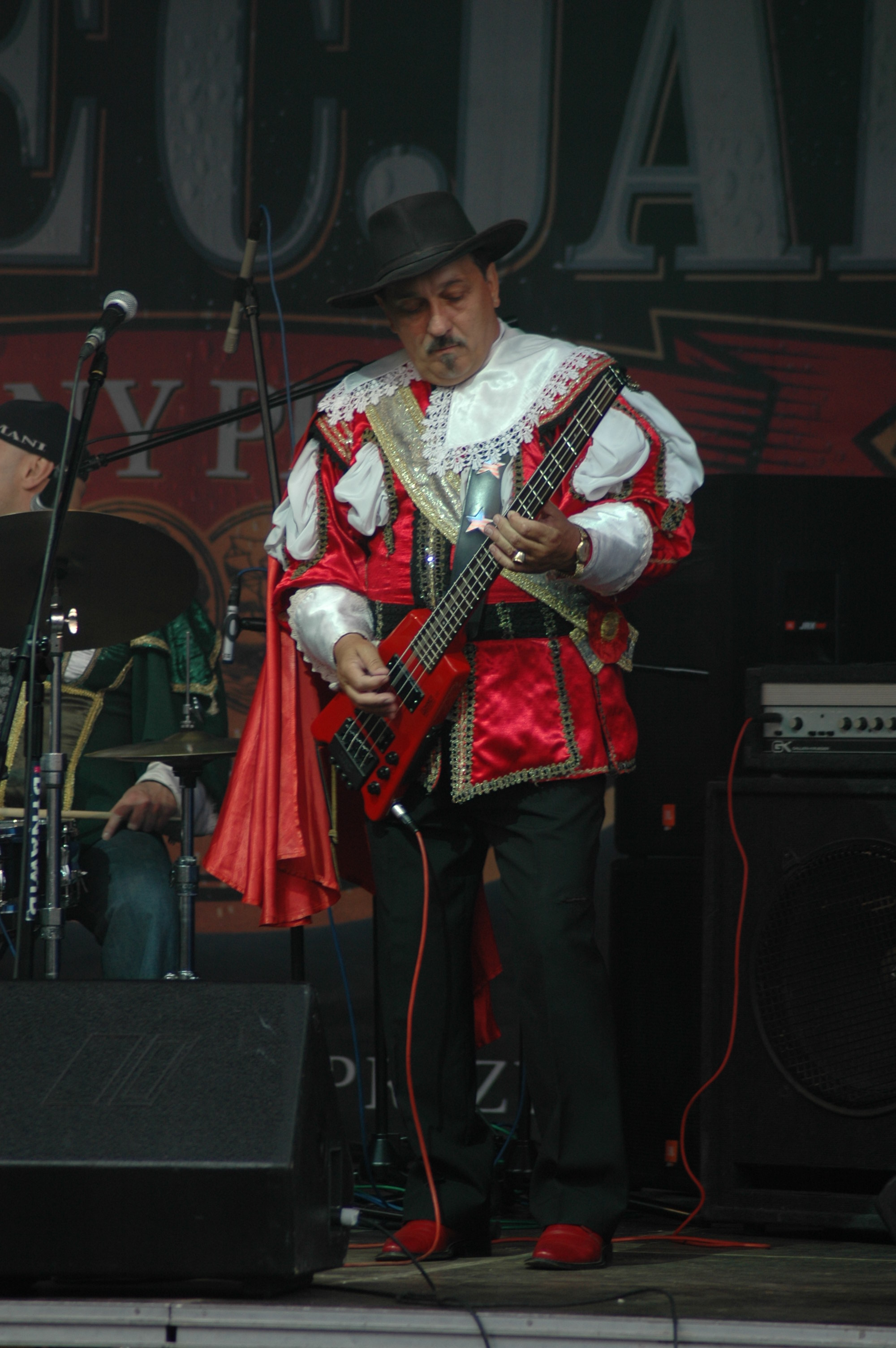
Sławomir Kowalewski
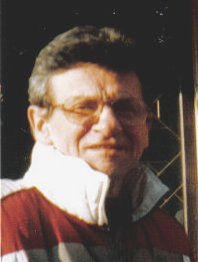
Ryszard Poznakowski
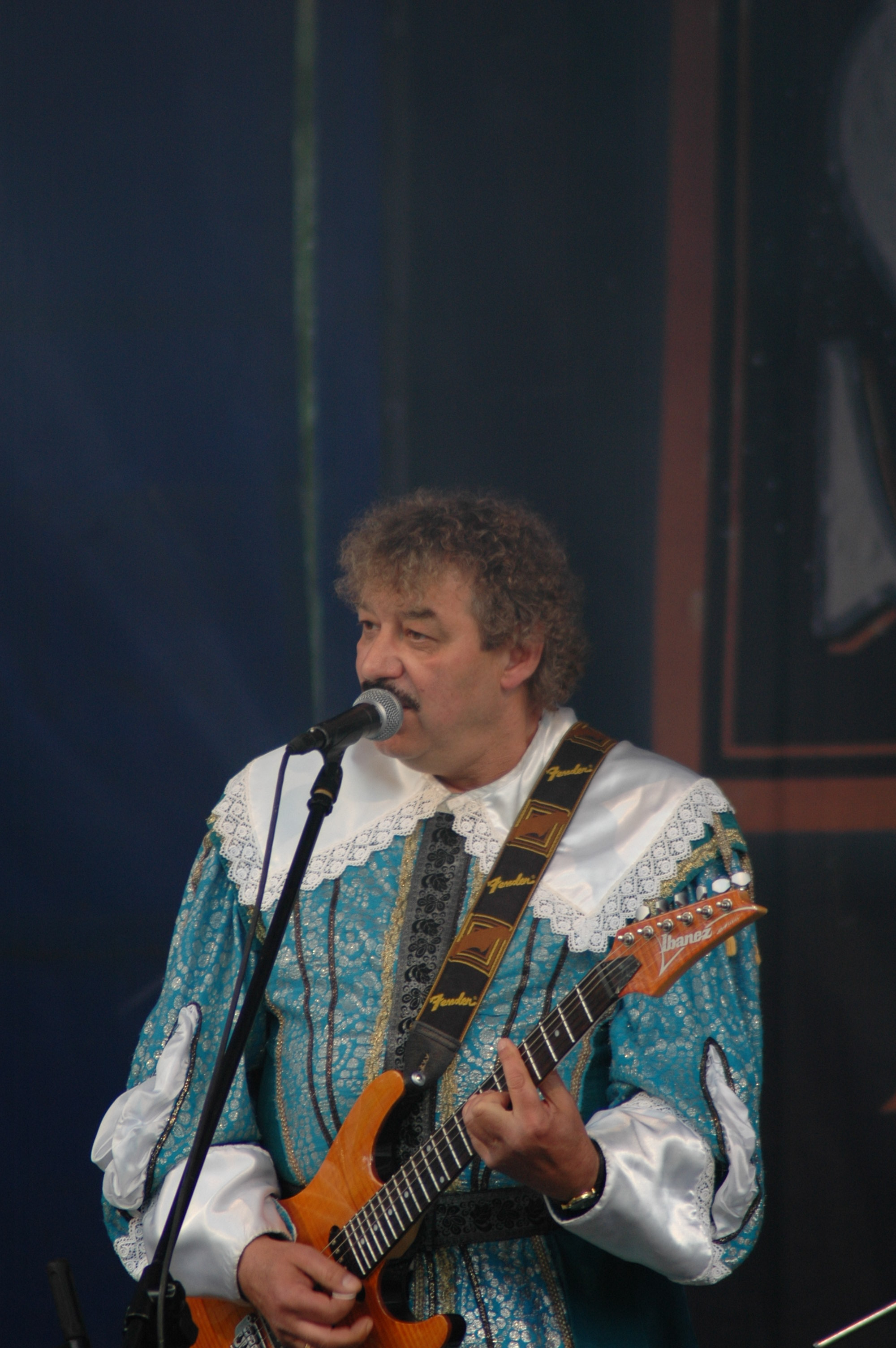
Piotr Kuźniak
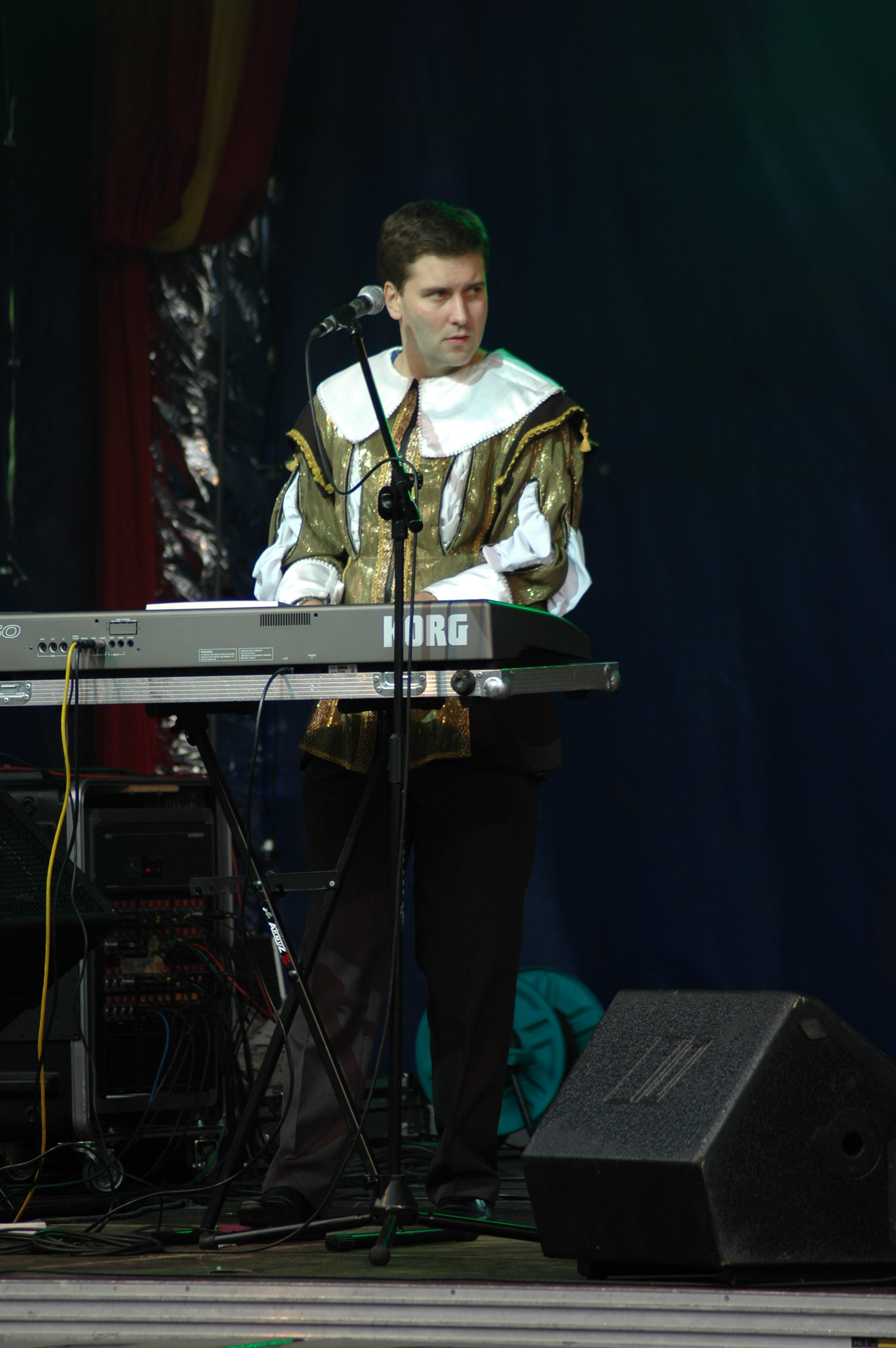
Jacek Malanowski
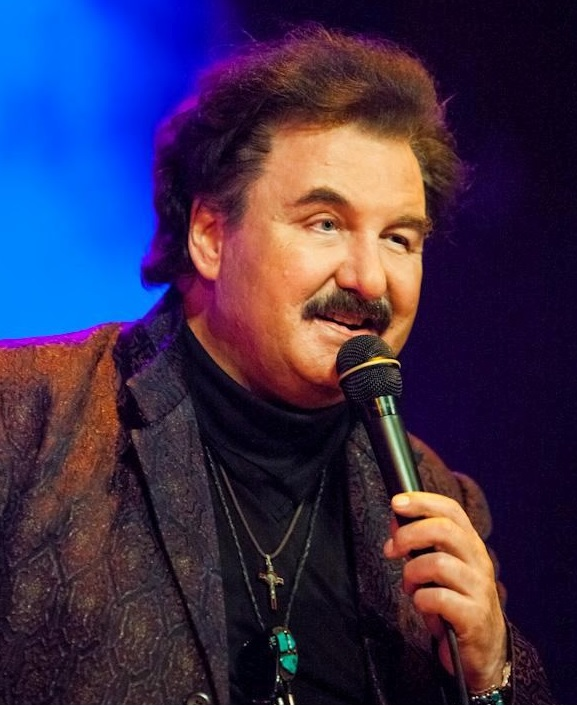
Krzysztof Krawczyk